# Heaven Knows
«Heaven Knows» (en español: «El Cielo Sabe») es el segundo y último sencillo del álbum Live and More de la cantante Donna Summer, interpretada con el grupo Brooklyn Dreams. Fue adaptada en un estudio de grabación para ser lanzada como sencillo en 1978, y se convirtió en un Top 5 en los Estados Unidos a principios de 1979.
En la versión lanzada como sencillo por Summer (acreditado como Donna Summer con Brooklyn Dreams) el cantante Joe Esposito canta unos segundos después de Summer, mientras que el grupo proporciona los coros. Sin embargo, en la versión del álbum Sleepless Nights (1979) de la banda, es Summer quien canta unos segundos después de Esposito, mientras que el grupo vuelve a proporcionar los coros. En el álbum del grupo, esta versión es acreditada como Brooklyn Dreams con Donna Summer.
En la versión lanzada como sencillo en 12", de duración 6:45, el primer verso es cantando solamente por Summer, y el resto es interpretado con Esposito.

## Sencillos
- SVE 7" sencillo (1978) Casablanca NB 959[1]

1. «Heaven Knows» - 3:37
2. «Only One Man» - 1:53

- GER 7" sencillo (1978) Casablanca/Bellaphon 	BF 18652[2]

1. «Heaven Knows» - 3:37
2. «Only One Man» - 1:53

- Nl 7" sencillo (1978) Philips 6175 006[3]

1. «Heaven Knows» - 3:37
2. «Only One Man» - 1:53

- ITA 7" sencillo (1978) Casablanca CA. 520[4]

1. «Heaven Knows»
2. «Only One Man»

- UK 7" promo (1978) Casablanca CAN 141[5]

1. «Heaven Knows»
2. «Only One Man»

- US 7" promo (1978) Casablanca NB 959 DJ[6]

1. «Heaven Knows» (Stereo) - 3:37
2. «Heaven Knows» (Mono) - 3:37

- US 7" sencillo  (1978) Casablanca NB 959[7]

1. «Heaven Knows» - 3:37
2. «Only One Man» - 1:53

- UK 7" sencillo (1979) Casablanca CAN 141[8]

1. «Heaven Knows»
2. «Only One Man»

## Posicionamiento
| Lista(1978)                | Posición más alta |
| -------------------------- | ----------------- |
| ARIA Singles Chart         | 15                |
| RPM Canadá                 | 2                 |
| Nueva Zelanda              | 14                |
| UK Singles Chart           | 34                |
| Billboard Hot 100          | 4                 |
| Billboard Hot Soul Singles | 10                |

### Certificaciones
| País           | Asociación | Certificación | Ventas         | Fecha              |
| -------------- | ---------- | ------------- | -------------- | ------------------ |
| Estados Unidos | RIAA       | Oro           | 500 000 copias | 1978/1979          |
| Canadá         | CRIA       | Oro           | 5000 copias    | 1 de abril de 1979 |